# Zaleya
Zaleya là chi thực vật có hoa trong họ Aizoaceae.